# كأس ألبانيا 1961
كأس ألبانيا 1961 (بالألبانية: Kupa e Republikës 1961‏) هو موسم من كأس ألبانيا. أشرف على تنظيمه اتحاد ألبانيا لكرة القدم، وفاز فيه بارتيزاني تيرانا.